# حسابات التوفير للأطفال
حسابات التوفير للأطفال هي نوع من حسابات التوفير في الولايات المتحدة، وعادة تكون مصممة خصيصًا لمدخرات التعليم العالي. غالبًا تكون متاحة عن طريق برامج حكومية أو محلية أو منظمات غير ربحية، بالشراكة مع البنوك والاتحادات الائتمانية. تستند حسابات التوفير للأطفال إلى خطة 529 التي ترعاها الدولة أو غيرها من المنتجات الاستثمارية مثل حساب التوفير التعليمي من كوفرديل، وعادة تسمح بالإيداعات من الأطفال والآباء والأقارب وكذلك الأطراف الثالثة مثل المناطق التعليمية وبرامج المنح الدراسية. تبدأ العديد من حسابات التوفير للأطفال بإيداع أولي من الحكومة أو منظمة غير ربحية باسم الطفل وغالبًا تُشجع المساهمات العائلية اللاحقة عن طريق مطابقة الأموال. غالبًا تتضمن حسابات التوفير للأطفال حوافز لتشجيع الشباب والأسر المحرومين على الادخار. تقتصر عمليات السحب من حسابات توفير الأطفال عمومًا على نفقات التعليم العالي، بعد بلوغ الطفل 18 عامًا. بعد التخرج من الكلية، غالبًا يمكن استخدام الأموال غير المنفقة في عمليات شراء الأصول الأُخر (ملكية المنازل لأول مرة، أو تطوير الأعمال التجارية الصغيرة، أو في بعض الأحيان السيارات) أو لمدخرات التقاعد. يمكن أن تتضمن برامج حساب التوفير للأطفال أيضًا التثقيف المالي لتعليم الأطفال والعائلات عن منتجات المؤسسات المالية وممارسات الاستهلاك والادخار الذكي واستراتيجيات الاستثمار طويل الأجل.

## تحفيز
هناك تفاوتات كبيرة في التحصيل العلمي حسب ثروة الأسرة. عندما بدأت مشاريع الادخار مثل عرض الحلم الأمريكي لإثبات أنه كان من الممكن تشجيع الأفراد والأسر ذوي الدخل المنخفض على الادخار، بدأ صانعو السياسات في تحويل انتباههم إلى إمكانات مبادرات الأصول لمعالجة التفاوتات التعليمية. تعمل الأصول العائلية على بناء توقعات الأطفال بشأن الكلية، لذا تؤثر على تفاعلهم مع المدرسة وسلوكيات المدخرات والدعم الأكاديمي لأولياء أمورهم. يمكن أن تساعد هذه التأثيرات في تقليل فجوة الإنجاز بين الطلاب الأثرياء والمحرومين عن طريق زيادة احتمالية أن يأخذ جميع الطلاب الدورات التحضيرية للكلية المطلوبة، أو امتحانات القبول الكاملة مثل اختبار الكلية الأمريكية أو اختبار الكفاءة الدراسية، والتقديم للكلية وللحصول على المساعدة المالية اللازمة، بطريقة أخرى «المسار الجامعي».
أثبتت الأبحاث أن لحسابات التوفير للأطفال تأثير على النتائج التعليمية. يفترض الباحثون أن هذه التأثيرات تحدث بواسطة عملية تُعرف باسم التيسير المؤسسي، إذ تُشكل مواقف الأفراد وتوقعاتهم وسلوكياتهم عن طريق التفاعلات مع المؤسسات الداعمة. في هذه الحالة، عندما يختبر الأطفال تعزيز توقعات التخرج من الكلية، يزداد دافعهم نحو التحصيل الدراسي ويبدؤون في التصرف بطرق تتفق مع هويتهم «المرتبطة بالكلية». وهذا بدوره يؤدي إلى المزيد من المدخرات، ما يعزز التوقعات والإنجازات. بالمقابل، عندما يتعلم الطلاب ذوو الدخل المنخفض أن عائلاتهم ومدارسهم وأحياءه‍م ونظام المساعدة المالية لديهم أقل تجهيزًا لدعم نتائجهم التعليمية، فإن فعاليتهم الذاتية (اعتقاد «يمكنني أن أفعل») قد تتعرض للخطر، ما يؤدي إلى فك الارتباط بالأداء المدرسي. 
تشير الأبحاث إلى أن حسابات التوفير للأطفال يمكن أن تقاطع هذه التوقعات ما يشير إلى الأطفال المحرومين أن الكلية تقع في نطاق إمكانياتهم المستقبلية. يؤدي تعزيز هذه الهوية، بدوره، إلى تحسين النتائج التعليمية على مجموعة متنوعة من التدابير قبل وفي أثناء وبعد الكلية. يرتبط تراكم الأصول عن طريق حسابات التوفير للأطفال أو آليات أُخر، بما في ذلك ثروة الوالدين - بتحقيق أكاديمي أكبر واستعداد للكلية، ومعدلات أعلى للالتحاق بالكلية، وإتمام جامعي أكثر نجاحًا، ومزيدًا من المدخرات في مرحلة الشباب. حتى المبالغ الصغيرة من الأصول ثبت أنها مرتبطة بالزيادات في التخرج من الكلية؛ الطفل الذي خصص مدخرات مدرسية، كما هو الحال في حسابات التوفير للأطفال، من 1 دولار إلى 499 دولارًا، يكون أكثر عرضة أربع مرات ونصف للتخرج من الكلية مقارنة بالطفل الذي ليس لديه حساب توفير. من المرجح أن يستمر الطلاب الذين يتخرجون من الكلية ولديهم سجل ادخار في تراكم الأصول مع تقدمهم في السن حتى سن الرشد. على العكس من ذلك، عندما يتخرج الطلاب بمستويات عالية من ديون الطلاب، تشير الأبحاث إلى أنهم قد يؤخرون الأمور المالية، بما في ذلك شراء السيارات وملكية المنازل.

## ميزات السياسة
في الجزء الأول من القرن الحادي والعشرين، بعد النجاحات التي تحققت في عرض الأصول في العقد السابق، ظهر إجماع واسع على أن سياسات حساب التوفير للأطفال يجب أن تكون عالمية وتقدمية ومستمرة ومبنية على أصول. تشمل الحسابات العامة كل طفل في عمر معين. يتصور الكثيرون هذا على أنه فتح حساب عند الولادة، مع أن آخرين يجادلون بأن هناك أسبابًا لربط الحسابات بمراحل أكاديمية أو مراحل أخرى في الحياة. تشمل الميزات التي من شأنها تعزيز الإدماج الشامل التسجيل التلقائي، والتوعية المنسقة، واستراتيجيات التعليم، والحوافز الخاصة للأسر ذات الدخل المنخفض. يُنظر إلى حسابات التوفير للأطفال أيضًا على أنها حسابات قادرة على إبقاء الأفراد على اتصال بالمؤسسات المالية وتسهيل مدخراتهم منذ الولادة وحتى الوفاة. نظرًا إلى أن السياسات تتضمن عادةً المطابقات والحوافز الأخرى المصممة لزيادة تراكم الأصول بواسطة الأطفال والأسر ذوي الدخل المنخفض، فإن حسابات التوفير للأطفال تقدمية. يعد الادخار صعبًا خصوصًا بالنسبة للأسر ذات الدخل المنخفض، وتميل سياسات بناء الأصول الأخرى إلى التراجع في تركيزها على الحوافز الضريبية لأصحاب الدخول الأعلى. أخيرًا، تُفهم حسابات التوفير للأطفال على أنها أدوات لتراكم الأصول، وليس فقط لبناء عادات الادخار المالي. عندما تُستخدم المدخرات لشراء أصول أخرى -بشرية ومالية- تكون قوتها التحويلية أكبر بكثير. 

## سياسة وطنية
اقترح المناصرون وواضعو السياسات سياسات وطنية مختلفة لحساب توفير الأطفال. توفر بعض المقترحات حوافز ضريبية إضافية لمدخرات التعليم (401 حساب للأطفال في 2011). قد ينشئ الآخرون هياكل وطنية لمدخرات الأطفال، دون مطابقات أو حوافز أخرى (حسابات الحلم الأمريكي في 2013). في عام 2011، أعلنت وزارة التعليم الأمريكية عن أولوية دعوة لاكتساب الوعي المبكر والاستعداد لبرامج البكالوريوس التي ترغب في تضمين حسابات التوفير للأطفال والتعليم المالي في تقديم برامجهم. صُمِّم هذا لاختبار جدوى دمج جهود تراكم الأصول في برامج الإعداد للكلية؛ ومع ذلك، فإن التأخيرات والعقبات في التنفيذ قد تدفع صانعي السياسات إلى السعي وراء خيارات أخرى. 
اقترِح تشريع وطني لإنشاء نظام لحسابات التوفير للأطفال في الكونجرس، لا سيما قانون أسباير، والذي من شأنه إنشاء حساب مدى الحياة لكل طفل أمريكي عند الولادة، برأس مال قدره 500 دولار أمريكي لتلك الأسر متوسطة الدخل أو أقل. في عام 2013، أوصى مجلس الكلية بإعادة تصور برنامج منح بيل باعتباره برنامج التزام مبكر، لمحاكاة تأثيرات حساب التوفير للأطفال في إطار منحة جرى اختبارها. يمكن أن يتلقى الأطفال وعائلاتهم إشعارًا في أثناء استمرار الأطفال في المدرسة بأنهم سيكونون مؤهلين للحصول على منحة بيل -لتعزيز توقعات الكلية- عندما يصلون إلى سن الكلية.  بدلاً من ذلك، يمكن لحسابات التوفير للأطفال أن تكمل منح بيل، بإيداعات سنوية من 5 بالمئة إلى 10 بالمئة من مبلغ جائزة منحة بيل التي سيكون الأطفال مؤهلين للحصول عليها.